# Tvärminne Storfjärden
Tvärminne Storfjärden är en vik av Finska viken  i sydvästra Finland.   Den är belägen i regionen Västnyland i landets sydligaste landskap Nyland, drygt 100 km väster om huvudstaden Helsingfors. Den största delen av fjärden tillhör Hangö stad medan den mindre delen hör till Raseborgs stad. Vattenområdet utgörs av ett antal skär och öar. 
Tvärminne zoologiska station bedriver sedan 1902 forskning om vatten och vattenmiljöer i bland annat Tvärminne Storfjärden.